# Joseph Turroques
Joseph Turroques, né le 16 octobre 1919 à Casteljaloux et mort le 14 avril 1996 à Cambo-les-Bains, est un homme politique français.